# Dick Halligan
Richard Halligan', detto Dick (Troy, 29 agosto 1943 – Roma, 18 gennaio 2022), è stato un musicista statunitense, famoso per esser stato il trombonista dei Blood, Sweat & Tears nel primo album Child Is Father to the Man.
Quando però Al Kooper abbandonò la band, Halligan cominciò a suonare altri strumenti come il pianoforte, l'organo e il flauto. Ha ricevuto un Grammy per la migliore esibizione strumentale per la canzone Variation On A Theme By Erik Satie. Ha inoltre scritto alcune canzoni per la band come Redemption e Lisa Listen to Me. Lasciò la band nel 1971 dopo aver inciso il quarto album.
Negli anni 1970 e negli anni 1980 Halligan compone molte sigle di film, programmi televisivi e pubblicità, successivamente ha proseguito l'attività come compositore di musiche quali Jazz e musiche da camera.